# Mariano Vasi
Mariano Vasi (Roma, 1744 – Roma, 1820 - 1822) è stato un editore e imprenditore italiano nel campo della calcografia.

## Biografia
Mariano è figlio del noto incisore di origine siciliana Giuseppe Vasi. Privo di una personalità artistica autonoma e definita, Mariano affiancò il padre nella bottega calcografica, situata al piano terreno di Palazzo Farnese, a Roma. Alla morte del padre, nel 1782, Mariano continuò a pubblicarne le opere, comprese le Magnificenze di Roma antica e moderna, incaricando vari artisti - in genere di modesta levatura - di modificarle o di dipingerle all'acquarello, laddove necessario. Mariano inoltre continuò a pubblicare e ad aggiornare le guide turistiche scritte dal padre, prima fra tutti l'Itinerario Istruttivo diviso in otto giornate. Nella parte finale della carriera egli aprì una libreria in via del Babuino, a Roma.

## Opere
- Itinerario istruttivo di Roma antica e moderna ovvero Descrizione generale dei monumenti antichi e moderni, e delle opere le più insigni di pittura, scultura, ed architettura di quest'alma città e delle sue adjacenze di Mariano Vasi romano Accademico etrusco di Cortona, Roma, presso l'autore, nella via del Babbuino, verso la piazza di Spagna, num. 122, 1807.